# Aeroport Internacional Imam Khomeini
L'Aeroport Internacional Imam Khomeini (codi IATA: IKA, codi OACI: OIIE) és un aeroport situat a Ahmadabad, Iran, a uns 30 quilòmetres al sud-oest de la ciutat de Teheran, prop de les localitats de Robat-Karim i Eslamshahr. Va ser dissenyat per reemplaçar l'Aeroport internacional de Mehrabad a l'oest de la ciutat, ara dins dels límits de la ciutat. Originalment se l'anomenà Aeroport d'Ahmadabad, però més tard va ser rebatejat en honor de Ruhol·lah Khomeini.
L'Aeroport Internacional Imam Khomeini és accessible des de Teheran en cotxe, taxi i autobús a través de l'autopista entre Teheran i Qom. Una carretera d'accés a l'aeroport connecta l'autopista a la terminal de l'aeroport, seguir servint Robat-Karim a través d'un intercanvi amb l'autopista a Saidi. Una extensió de la zona sud de la línia 1 del metro de Teheran per l'aeroport IKA està actualment en construcció i s'espera que arribí a l'aeroport en el primer trimestre del 2011. També hi ha plans per tenir la línia 3 del metro de Teheran per arribar al seu terme meridional en IKA en el futur.

## Operacions

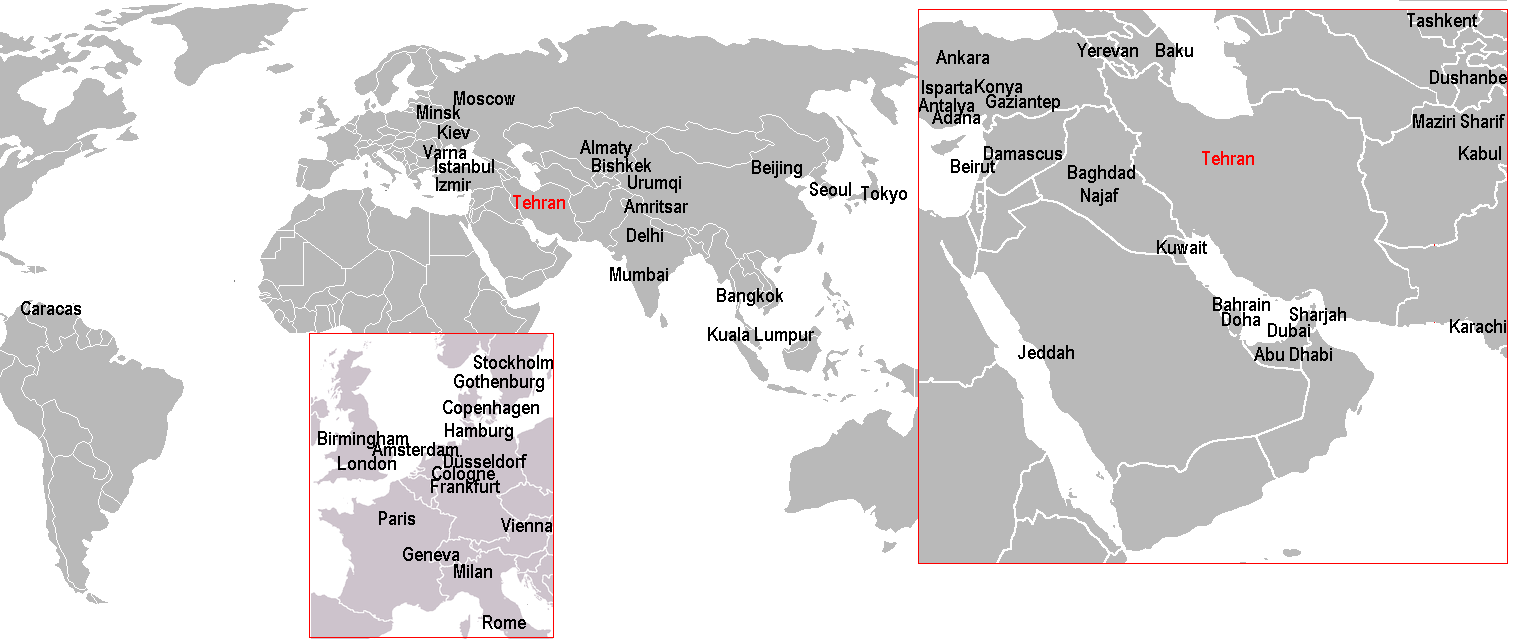
Ciutats amb vols de passatgers directes des de IKA

El 26 d'octubre de 2007, es va anunciar que a partir del 28 d'octubre de 2007 a la mitjanit, tots els vols internacionals, excepte els que enllacin amb Damasc, Jiddah i Medina van ser traslladats a l'Imam Khomeini International Airport i el IKA es va convertir en principal aeroport internacional de Teheran. Tots els vols han estat traslladats a IKA excepte vols nacionals i vols a Aràbia Saudita per al hajj i la umrah.
IKA ha obtingut el certificat internacional del Sistema de Gestió Integrada (SGI). IMS inclou OHSAS 18001, ISO 14001, ISO 9001 2004, que són tracten sobre seguretat laboral, la protecció del medi ambient i la gestió de la qualitat, respectivament
Les taxes aeroportuàries que paguen els ciutadans iranians són de 550.000 IRR sobre cada bitllet. No obstant això, l'agost de 2008, la llei sobre les taxes aeroportuàries fou canviada perquè estiguin exempts de les taxes els expatriats iranians, si el passaport no indica Iran com a domicili com ara estudiants a l'estranger.

## Història

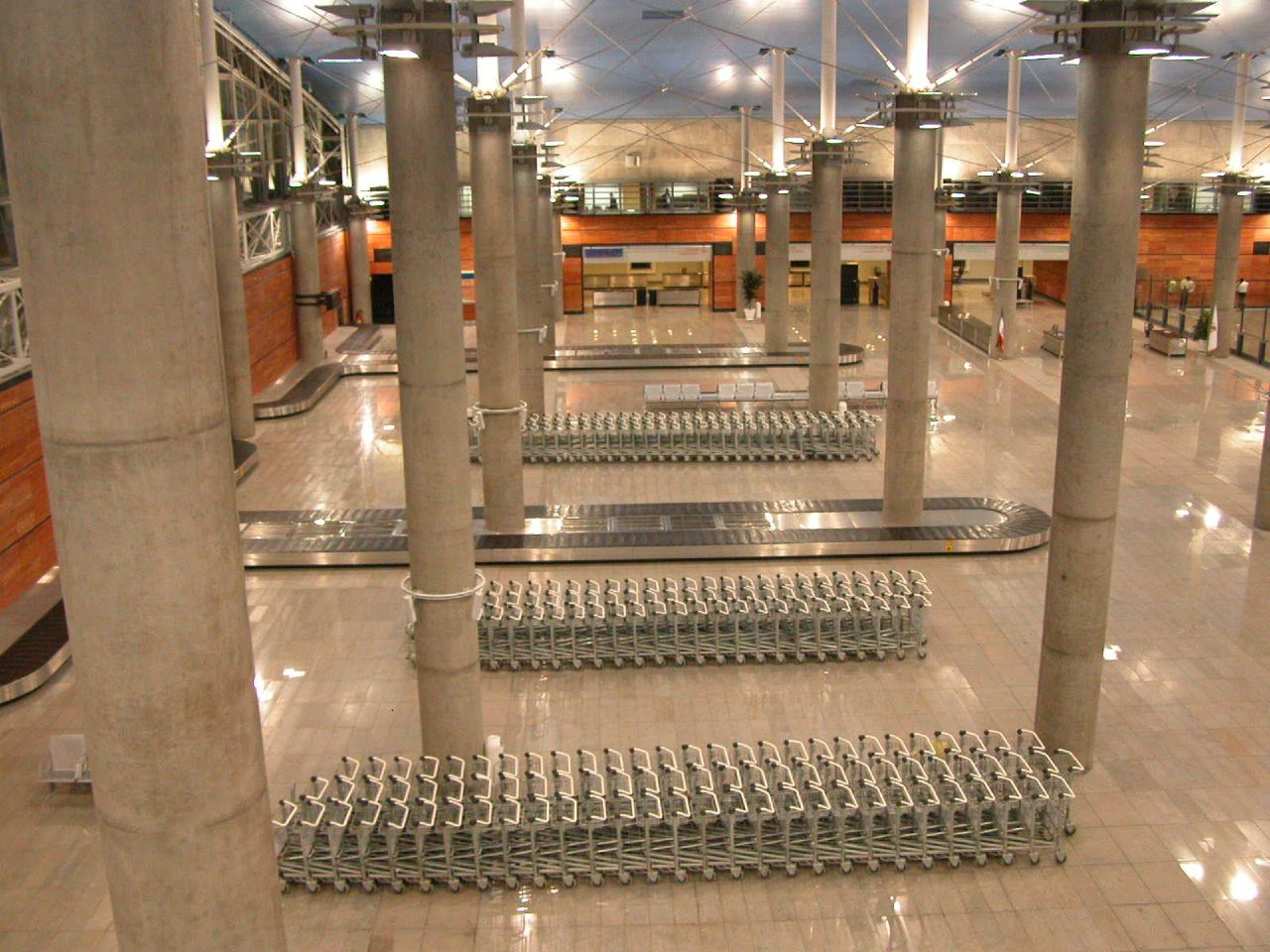
Baggage Claim right side hall

L'abril de 2005 l'aeroport Imam Khomeini es va reobrir sota l'administració d'un consorci de quatre companyies aèries locals Mahan Air, Aseman, Caspian Airlines i Kish Air— tot i que no semblava haver estat adjudicat cap contracte formal. Poc després la gestió de l'aeroport és transferit al holding companyia d'aeroports iraniana que, en nom del Ministeri iranià de Carreteres i Transport és l'encarregat d'operar tots els aeroports civils i governamentals iranians excepte alguns pertanyen a organitzacions especials com el ministeri del Petroli o les Forces Armades.
Per a més complicació, el 29 d'abril de 2005, el Regne Unit i el Canadà advertiren als seus ciutadans contra l'ús de l'aeroport per raons de seguretat al·legades sobre la pista, que s'ha afirmat que s'han construït sobre qanats (antics cursos d'aigua subterranis). Les autoritats iranianes contrarestaren aquestes afirmacions dient que no hi ha problemes de seguretat i que l'Organització d'Aviació Civil Internacional havia inspeccionat i aprovat l'aeroport.

### Construcció i expansió
S'han buscat uns 3 bilions de rials (335 milions $) per completar la fase 1 de l'Imam Khomeini International Airport (IKIA), en el pròxim any iranià a març de 2009, va anunciar el director general de la Societat Estatal d'Aeroports, Asghar Ketabchi. D'acord amb un fax enviat a l'Iran Daily pel Departament de difusió d'informació de la companyia, si la suma està disponible i la mateixa quantitat es destina per a l'any fins al març del 2010, la primera fase de l'aeroport entraria en funcionament l'any a març de 2009. Va dir que la construcció de la segona pista, completant les administracions duaneres "i un nombre d'altres edificis són alguns dels projectes de la Fase 1 d'IKIA. Actualment l'aeroport té la capacitat per manejar 6,5 milions de passatgers per any, va dir, i va assenyalar que 3 milions de persones utilitzaran l'aeroport 19 de març. Donat el creixement del vuit per cent en els vols, s'estima que s'haurà mogut IKIA cinc milions de passatgers el març de 2009. La nova construcció Imam Khomeini International, l'aeroport més gran de l'Iran, s'estén sobre una àrea de 13.500 hectàrees. seran necessaris uns 3,2 bilions de rials (357 milions $) per promocionar l'aeroport a un nivell de classe mundial.
La firma francesa ADPI, filial de Aéroports de Paris Group ha estat l'encarregada de proporcionar un estudi de per a la segona fase de desenvolupament que ofereix una capacitat anual de 26,5 milions passatgers.

### Fases de desenvolupament
La finalització de la primera fase com a terminal de càrrega i la terminal VIP es troba en construcció amb la terminal hajj en fase d'enginyeria. Les fases 2 i 3 de l'aeroport han estat dissenyades per a assolir la capacitat de l'aeroport de 26,5 milions i 50 milions de passatgers anuals amb una altra possible fase 4 per poder arribar a 90 milions per any. L'estudi i disseny per a la fase 4 es durà a terme tan aviat com comenci la construcció de la fase 3. D'acord amb el fet que l'aeroport està ràpidament arribant a la seva capacitat actual de 6,5 milions d'euros a l'any, s'ha anunciat un intent per trobar inversors per a la segona fase d'ampliació. Ha conclòs parcialment mitjançant la selecció de Naja Bonyad Taavon (una fundació semi-governamental) com el promotor de la major part de la fase 2, que inclou una nova terminal de passatgers de 238.000 m² amb una capacitat anual de 20 milions de passatgers, una pista sud, un nou aparcament amb capacitat de 2.500 cotxes i un hotel de 4 estrelles amb 250 habitacions a l'aeroport. Aquesta fase té un cost de 2,2 milions de dòlars que seran aportats pel govern iranià i la resta de 1.500 milions de dòlars estatunidencs seran aportats pel guanyador Bonyad Taavon, que s'ha compromès a invertir prop de 1.200 milions de USD durant almenys 36 mesos per acabar el seu compromís.

### Accidents i incidents
El 15 de desembre de 2007, un Airbus A330-200 de KLM que arribava des de l'Aeroport d'Amsterdam-Schiphol va xocar amb un Airbus A340-300 de Lufthansa amb destinació a l'Aeroport de Frankfurt. L'accident, que va passar a les 3:00 IRST, no va causar víctimes, però va donar lloc a la cancel·lació del vol de Lufthansa. L'avió estava arribant a una parada davant d'una passarel·la d'embarcament de passatgers quan va xocar amb l'ala de l'Airbus A340 de Lufthansa que es preparava per anar a la pista. Es va informar que els avions no patiren danys severs.
El 15 de juliol de 2009, Vol 7908 de Caspian Airlines, un Tupolev Tu-154 amb destinació a Erevan, Armènia es va estavellar en un camp al poble de Farsiyan a la província de Qazvín (nord-oest de l'Iran), 16 minuts després de l'enlairament des Aeroport Imam Khomeini. Tots els 168 passatgers i tripulants van morir.
El 8 de gener de 2020, el vol 752 de UKraine International Airlines amb destinació Kíev, es va estavellar 10 minuts després d'enlairar-se de l'aeroport a ciutat de Parand, al sud-oest de Teheran. Les 176 persones que hi viatjaven van morir. Poc després del sinistre es va reconèixer que l'aeronau havia estat abatuda "per error" per un míssil terra-aire Tor M-1 de l'exèrcit iranià.